# Blackallia nudiflora
Blackallia nudiflora är en brakvedsväxtart som först beskrevs av F.Müll., och fick sitt nu gällande namn av Barbara Lynette Rye och Kellermann. Blackallia nudiflora ingår i släktet Blackallia och familjen brakvedsväxter. Inga underarter finns listade i Catalogue of Life.